# 음력 7월 4일
음력 7월 4일은 음력 7월의 4번째 날이다.

## 사건
- 1994년 - 대한항공 2033편이 제주국제공항에서 활주로를 이탈하여 9명 부상.
- 1997년 - 대한항공 801편 추락 사고 발생.

## 문화
- 2014년 - 7·30 국회의원 재·보궐선거가 실시되다.

## 탄생
- 1995년
  - 대한민국의 래퍼 민우 (보이프렌드).
  - 대한민국의 가수 Y (골든차일드).

## 사망
- 1997년 -
  - 박용철, 대한항공 조종사.
  - 송경호, 대한항공 조종사.
  - 신기하, 대한민국의 정치인.
  - 장세준, 대한민국의 성우.
  - 정경애, 대한민국의 성우.

## 같이 보기
- 음력 360일: 1월 2월 3월 4월 5월 6월 7월 8월 9월 10월 11월 12월
- 전날:7월 3일 다음날:7월 5일 - 전달:6월 4일 다음달:8월 4일
- 양력:7월 4일
- 음력, 윤달